# Jessie Vetter
Jessica "Jessie" Vetter, född den 19 december 1985 i Cottage Grove i Wisconsin, är en amerikansk ishockeymålvakt. Hon har studerat vid University of Wisconsin–Madison. År 2009 tilldelades hon utmärkelsen Patty Kazmaier Memorial Award för bästa kvinnliga collegespelare i ishockey i USA.
Hon tog OS-silver i damernas ishockeyturnering i samband med de olympiska ishockeytävlingarna 2010 i Vancouver.